# Relaciones Colombia-Reino Unido
Las relaciones entre Colombia y Reino Unido, o relaciones colombo-británicas son términos que hacen referencia a las relaciones entre la República de Colombia y el Reino Unido de Gran Bretaña e Irlanda del Norte.

## Historia
Colombia y Reino Unido tienen una larga historia conjunta, la cual puede remontarse a la época colonial en la cual el Reino Unido estuvo involucrado en guerras con España estando involucrado el territorio del Virreinato de la Nueva Granada, siendo destacado el Sitio de Cartagena de Indias en 1741. Ya con Colombia como estado independiente las relaciones pueden remontarse a la guerra de Independencia de Colombia cuando más de 5000 isleños llegaron como parte de la Legión Británica.
Las relaciones como tal fueron abiertas el 18 de abril de 1825
A lo largo de toda la historia ha existido un intenso comercio entre ambos países, pero con la balanza comercial inclinada hacia Gran Bretaña, siendo los principales productos de exportación neogranadinos pieles, bananos y café, con una fuerte inversión británica en Colombia.
La primera visita de un Primer Ministro británico a Colombia fue en 1992, siendo John Major quien fue al país.

## Representación diplomática
- Colombia tiene una embajada en Londres con una sección consular.[6]
- Reino Unido tiene una embajada en Bogotá con una sección consular, y consulados honorarios en Cali, Cartagena y Medellín.[7]

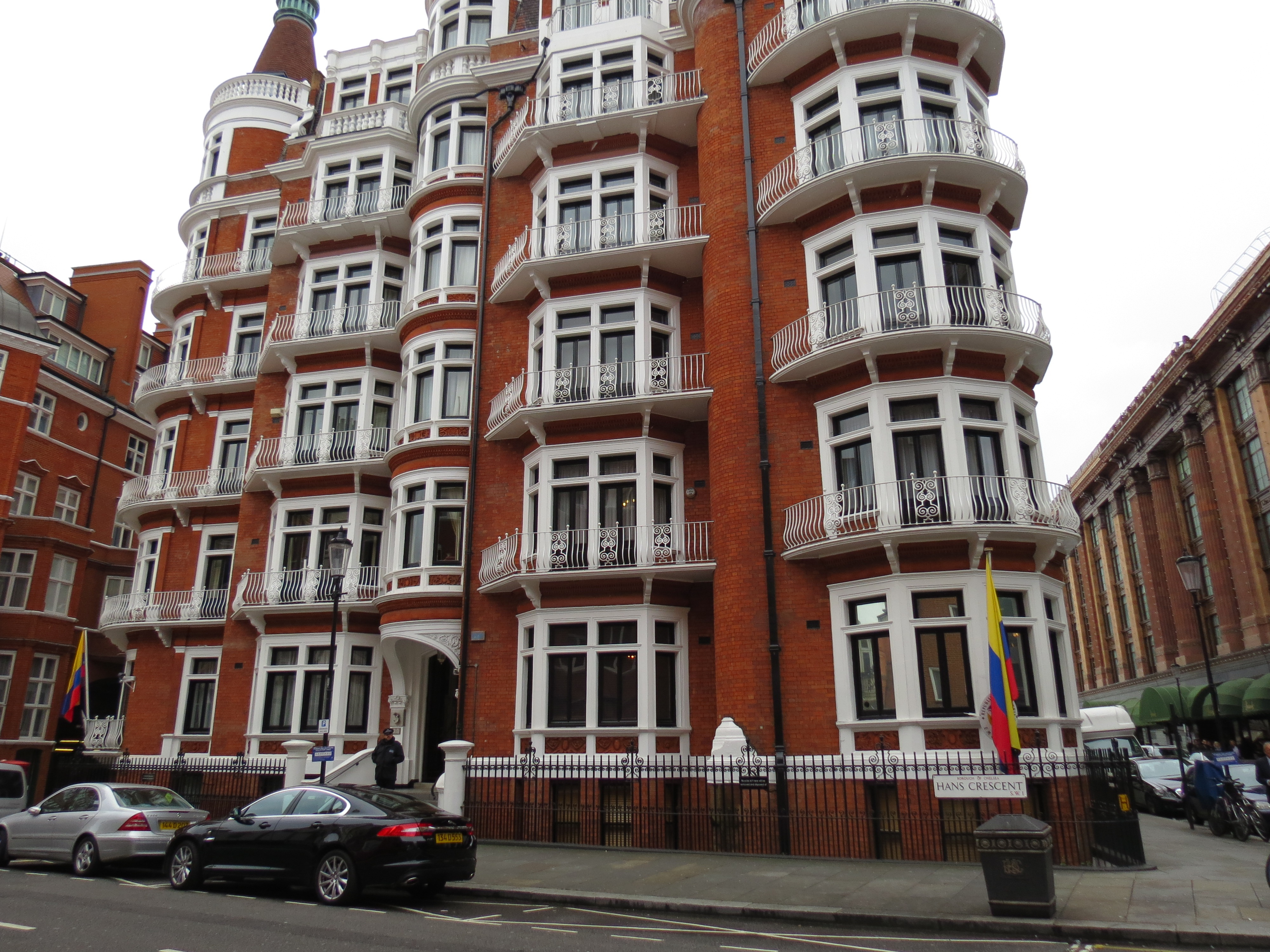
Embajada de Colombia en Londres
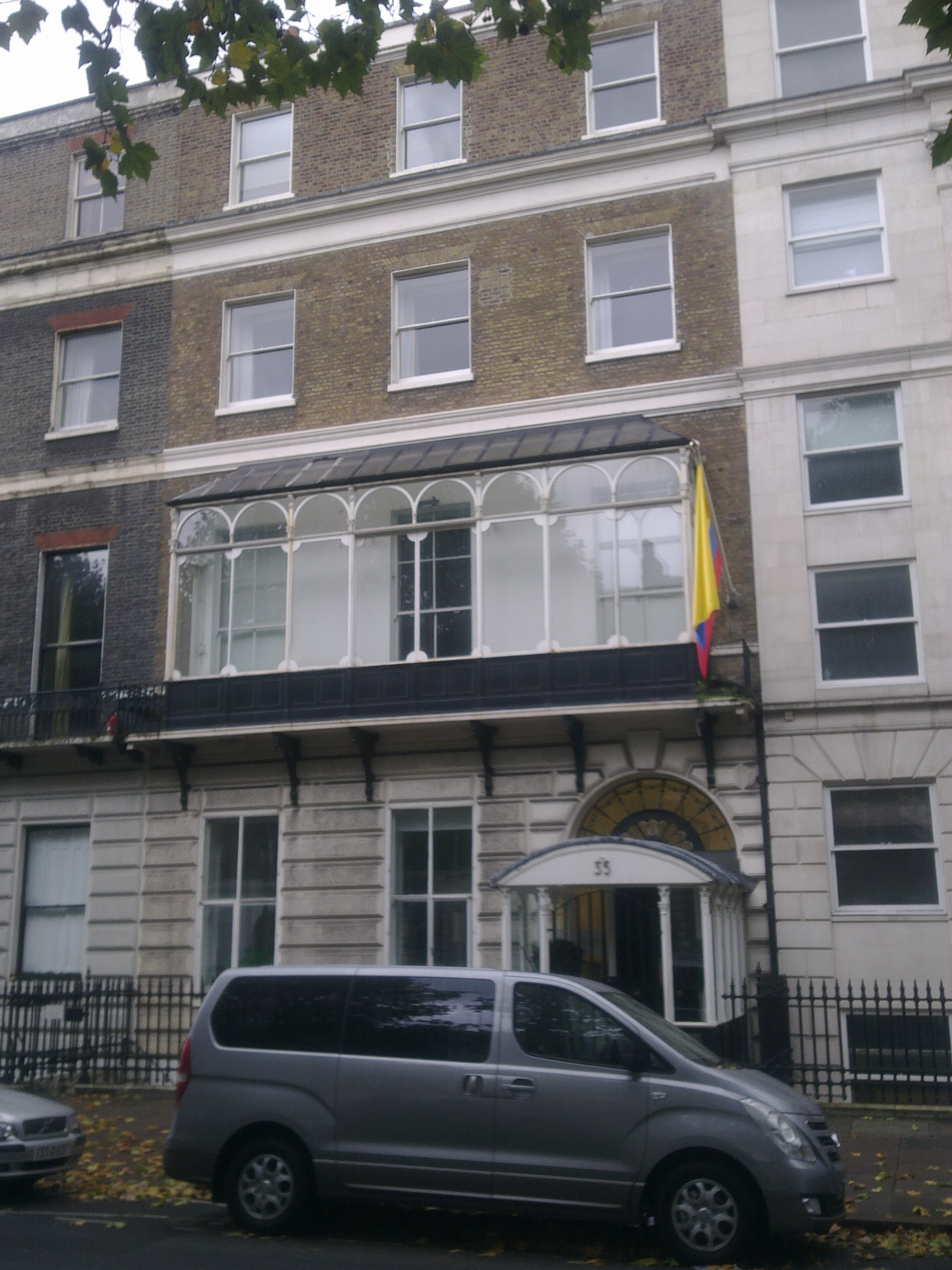
Consulado-General de Colombia en Londres